# 桜井信夫
桜井 信夫（さくらい のぶお、1931年10月18日 - 2010年8月18日）は、日本の詩人、児童文学作家。
日本民話の会会員。

## 略歴
東京出身。國學院大學文学部国文学科卒業。
1999年に長編叙事詩集『ハテルマシキナ よみがえりの島・波照間』で第29回赤い鳥文学賞、第39回日本児童文学者協会賞、第3回三越左千夫少年詩賞特別賞受賞。
妻は児童文学作家の中島信子。

## 著書
- 『雪と乳房 詩集』（昭森社） 1966年
- 『コンピューター人間』（斎藤博之絵、国土社、創作子どもSF全集） 1971年
- 『おしゃべり白いるか』（芝美千世画、小学館のノンフィクション童話） 1978年
- 『ぼくはロボットパン』（西川おさむ絵、小峰書店、はじめてのどうわ） 1979年
- 『やぎのゆきちゃん』（田沢梨枝子絵、草土文化） 1979年
- 『ゆきむすめ 青森県』（小沢良吉え、第一法規出版、日本の民話絵本） 1980年
- 『げんばくとハマユウの花』（鈴木義治絵、ほるぷ出版） 1981年
- 『子そだてゆうれい』（若山憲絵、ほるぷ出版） 1984年
- 『シカのくる分校 丹沢の自然を守る中村さんと分校の子どもたち』（中村道也, 日高有作写真、くもん出版） 1984年
- 『こがねいろの子ジカ』（岡野和絵、童心社） 1985年
- 『西遊記 こども版』全10巻（萱登祥絵、あすなろ書房） 1985年
- 『地下別荘の十日間』（高橋透絵、汐文社、原爆児童文学集） 1985年
- 『デイゴの花』（鈴木義治絵、国土社、現代の民話・戦争ってなあに） 1985年
- 『ゆきむすめの里』（鈴木義治絵、国土社の童話文庫） 1986年
- 『好きだよっていいたくて』（鈴木義治絵、大日本図書） 1988年
- 『りゅうたのきょうりゅうノート』（多田ヒロシ絵、くもん出版） 1989年
- 『オオカミにそだてられた子ども』（梶鮎太絵、あすなろ書房） 1990年
- 『おならぷうっのうた 少年詩集』（文渓堂） 1994年
- 『世界ふしぎ探検隊』（くもん出版、ミステリーファイル） 1996年
- 『ハテルマシキナ よみがえりの島・波照間 少年長編叙事詩』（津田櫓冬画、かど創房） 1998年
- 『せつぶんだまめまきだ』（赤坂三好絵、教育画劇、行事の由来えほん） 2000年
- 『きみがすき』（詩、長新太絵、ポプラ社、のほほん絵本館） 2001年
- 『なげいたコオロギ 古代歌謡変奏』（市川曜子画、編書房） 2008年
- 『君棲む数』（中島信子共著、エスプレス・メディア出版） 2016年

### しゃかいの絵本
- 『トラックおじさん』（斎藤博之絵、ポプラ社、しゃかいの絵本） 1971年
- 『はしれちかてつ』（吉崎正巳絵、ポプラ社、しゃかいの絵本） 1971年
- 『たいふうがやってくる』（西村達馬絵、ポプラ社、しゃかいの絵本） 1972年
- 『ちえ子と仁王さま』（田代三善絵、ポプラ社、しゃかいの絵本） 1972年
- 『ひかり23号はっしゃ』（伊藤悌夫絵、ポプラ社、しゃかいの絵本） 1973年

### 「おとうさん」シリーズ
- 『けんせつがいしゃのおとうさん』（高松良己絵、あすなろ書房） 1984年
- 『じどうしゃこうばのおとうさん』（浅野輝雄絵、あすなろ書房） 1984年
- 『にもつをはこぶおとうさん』（宮前保彦絵、あすなろ書房） 1985年
- 『パンこうじょうのおとうさん』（宮前保彦絵、あすなろ書房） 1985年
- 『ほけんがいしゃのおとうさん』（頓田室子絵、あすなろ書房） 1985年

### 「ぞうさん」シリーズ
- 『ぞうさんのクッキーすてきなクッキー』（田沢梨枝子絵、国土社） 1987年
- 『ぞうさんのスパゲッティすてきなスパゲッティ』（田沢梨枝子絵、国土社） 1989年
- 『ぞうさんのおにぎりすてきなおにぎり』（田沢梨枝子絵、国土社） 1991年
- 『ぞうさんのカレーライスすてきなカレーライス』（田沢梨枝子絵、国土社） 1991年
- 『ぞうさんのサンドイッチすてきなサンドイッチ』（田沢梨枝子絵、国土社） 1991年

### マナーとルールの絵本
- 『いじわるくん 自分かってはよそうの巻』（西村達馬絵、あすなろ書房、マナーとルールの絵本） 1987年
- 『おしゃべりトイレ トイレのマナーの巻』（西村達馬絵、あすなろ書房、マナーとルールの絵本） 1987年
- 『おばけでんしゃ 乗り物のマナーの巻』（西村達馬絵、あすなろ書房、マナーとルールの絵本） 1987年
- 『きょうりゅうでたぞ! 食事のマナーの巻』（西村達馬絵、あすなろ書房、マナーとルールの絵本） 1987年
- 『こわいチョコレート ゆうかいに気をつけようの巻』（西村達馬絵、あすなろ書房、マナーとルールの絵本） 1987年

### ほんとうにあったこわい話
- 『ファラオの呪い』（保田義孝絵、あすなろ書房、ほんとうにあったこわい話） 1990年
- 『おまえが魔女だ』（梶鮎太絵、あすなろ書房、ほんとうにあったこわい話） 1990年
- 『どれい船のゆくえ』（梶鮎太絵、あすなろ書房、ほんとうにあったこわい話） 1990年
- 『東京が火の海に』（梶鮎太絵、あすなろ書房、ほんとうにあったこわい話） 1990年
- 『死者のひらいた道』（梶鮎太絵、あすなろ書房、ほんとうにあったこわい話） 1990年

### ほんとうにあったふしぎな話
- 『ミイラのなぞ』（梶鮎太絵、あすなろ書房、ほんとうにあったふしぎな話） 1990年
- 『ナスカ地上絵のなぞ』（梶鮎太絵、あすなろ書房、ほんとうにあったふしぎな話） 1990年
- 『ヒマラヤの雪男のなぞ』（梶鮎太絵、あすなろ書房、ほんとうにあったふしぎな話） 1990年
- 『秘境アンデスのなぞ』（梶鮎太絵、あすなろ書房、ほんとうにあったふしぎな話） 1990年
- 『UFOと宇宙人のなぞ』（梶鮎太絵、あすなろ書房、ほんとうにあったふしぎな話） 1990年

### 伝記
- 『宮沢賢治』（横内襄絵、国土社、子ども伝記全集） 1967年
- 『フォスター』（梶鮎太絵、国土社、子ども伝記全集） 1968年
- 『アンデルセン』（赤星亮衛絵、小峰書店、幼年伝記ものがたり） 1972年
- 『福沢諭吉』（霜野二一彦絵、主婦の友社、少年少女世界伝記全集） 1977年
- 『ナイチンゲール物語 さいしょのかんごふさん』（高見八重子絵、あすなろ書房） 1979年
- 『のぐちひでよ物語 びょうきとたたかう』（帆足次郎絵、あすなろ書房） 1979年
- 『ファーブル物語 こんちゅうのおじさん』（小坂茂絵、あすなろ書房） 1979年
- 『ふくざわゆきち物語 べんきょうがたいせつ』（滝原章助絵、あすなろ書房） 1979年
- 『ヘレン・ケラー物語 くらやみにひかりを』（小坂茂絵、あすなろ書房） 1979年
- 『ベートーベン物語 おんがくにいきる』（柴宮忠徳絵、あすなろ書房） 1979年
- 『リンカーン物語 アメリカのこころ』（小坂茂絵、あすなろ書房） 1979年
- 『わが子昭和新山 昭和新山の誕生を記録した三松正夫』（高田三郎絵、PHP研究所） 1982年
- 『みどりの大地はわが心 自然のめぐみを農業に生かした内城本美』（高田勲絵、PHP研究所） 1983年
- 『エベレスト直滑降 世界の屋根からスキーですべりおりた三浦雄一郎』（小泉澄夫絵、PHP研究所） 1985年
- 『大きな夢をタイヤにのせて 人びとのための生産をねがいつづけた石橋正二郎』（高田勲絵、PHP研究所、PHPこころのノンフィクション） 1986年
- 『もえよ稲むらの火 村人を津波からまもり堤防をきずいた浜口梧陵』（高田三郎絵、PHP研究所） 1987
- 『武田信玄ものがたり 戦国のえいゆう』（竹村よしひこ絵、金の星社） 1988年
- 『諸葛孔明 「三国志」の名軍師』（講談社火の鳥伝記文庫） 1992年
- 『『坊っちゃん』をかいた人 - 夏目漱石』（鴇田幹絵、岩崎書店） 1992年、のちフォア文庫
- 『歴史を生きた78人 人物アルバム 日本と外国をむすんだ人たち 鑑真・支倉常長・ペリー・中浜万次郎・新渡戸稲造など13人』（PHP研究所） 1992年
- 『劉備・関羽・張飛 三国志「蜀」の三英雄』（講談社火の鳥伝記文庫） 1993年
- 『エジソン』（ポプラ社、おもしろくてやくにたつ子どもの伝記） 1998年
- 『鑑真と大仏建立』（フレーベル館、あるいて知ろう!歴史にんげん物語） 2004年

### 編著・共著
- 『煉瓦詩集 第15号』（編、煉瓦詩社） 1964年
- 『庭にくる鳥』（佐伯敏子共著、小峰書店、自然科学シリーズ） 1975年
- 『はじめてであう短歌の本 心の歌』（編著、池田げんえい絵、あすなろ書房、はじめてであう俳句と短歌の本） 1993年
- 『はじめてであう短歌の本』全2巻（編著、池田げんえい絵、あすなろ書房） 1993年
- 『はじめてであう俳句の本』全4巻（編著、三谷靱彦絵、あすなろ書房） 1993年
- 『はじめてであう世界の名詩』全10巻（編著、小坂茂絵、あすなろ書房） 1994年
- 『古典から現代まで126の文学 名作アルバム ま～わ』（編著、PHP研究所） 1995年
- 『おもしろガイド修学旅行 広島・山陽』（編著、PHP研究所） 1996年
- 『学校と子どもの生活の100年』（編著、PHP研究所、写真でみる20世紀の日本） 1997年
- 『鎌倉をたずねる』（編著、あすなろ書房、歴史と文化の町たんけん） 2003年